# College Station
College Station ist eine Stadt im Brazos County im US-Bundesstaat Texas in den Vereinigten Staaten. Das U.S. Census Bureau hat bei der Volkszählung 2020 eine Einwohnerzahl von 120.511 ermittelt.
Die Stadt ist die Heimat der Texas A&M University mit rund 45.000 Studenten.

## Geographie
Die Stadt liegt südöstlich des geographischen Zentrums von Texas. Sie ist von mehreren Seen umgeben, so etwa vom Somerville Lake, dem Lake Conroe, dem Gibbons Creek Reservoir, dem Lake Limestone und dem Lake Bryan. College Station hat eine Gesamtfläche von 64,84 km².

## Geschichte
1860 wurden die Gleise der Houston and Texas Central Railway durch das heutige Stadtgebiet verlegt. Aus einer Eisenbahnersiedlung entwickelte sich eine Kleinstadt. 1871 entschied man sich für den Bau des A&M College. Fünf Jahre später gründete sich in College Station mit der Texas A&M University die erste öffentliche Universität in Texas.
1938 bekam College Station das Stadtrecht. Zwei Jahre später stieg die offizielle Bevölkerungszahl auf 2184 an, 1950 zählte die Stadt bereits knapp 7900 Einwohner, 1960 lebten nach amtlicher Statistik rund 11.400 Menschen in College Station. Überregional bekannt wurde die Stadt durch ein Unglück im Jahr 1999, als beim Aufbau des jährlichen stattfindenden Aggie Bonfire, einem traditionellen Lagerfeuer auf dem Campus der Universität, zwölf Menschen starben und 27 verletzt wurden.
Seit 1997 befindet sich in der Stadt die ab 1994 erbaute und nach George H. W. Bush benannte George Bush Presidential Library, die vom Architekturbüro Hellmuth, Obata + Kassabaum entworfen wurde.

## Demografische Daten
Nach der Volkszählung im Jahr 2000 lebten hier 67.890 Menschen in 24.691 Haushalten und 10.370 Familien. Die Bevölkerungsdichte betrug 651,1 Einwohner pro km2. Ethnisch betrachtet setzte sich die Bevölkerung zusammen aus 80,53 % weißer Bevölkerung, 5,45 % Afroamerikanern, 0,30 % amerikanischen Ureinwohnern, 7,29 % Asiaten, 0,06 % Bewohnern aus dem pazifischen Inselraum und 4,47 % aus anderen ethnischen Gruppen. Etwa 1,89 % waren gemischter Abstammung und 9,96 % der Bevölkerung waren spanischer oder lateinamerikanischer Abstammung.
Von den 24.691 Haushalten hatten 21,0 % Kinder unter 18 Jahre, die im Haushalt lebten. 32,2 % davon waren verheiratete, zusammenlebende Paare. 6,8 % waren allein erziehende Mütter und 58,0 % waren keine Familien. 27,1 % aller Haushalte waren Singlehaushalte und in 2,4 % lebten Menschen, die 65 Jahre oder älter waren. Die Durchschnittshaushaltsgröße betrug 2,32 und die durchschnittliche Größe einer Familie belief sich auf 2,98 Personen.
14,4 % der Bevölkerung waren unter 18 Jahre alt, 51,2 % von 18 bis 24, 21,3 % von 25 bis 44, 9,4 % von 45 bis 64, und 3,6 % die 65 Jahre oder älter waren. Das Durchschnittsalter war 22 Jahre. Auf 100 weibliche Personen aller Altersgruppen kamen 104,3 männliche Personen. Auf 100 Frauen im Alter von 18 Jahren und darüber kamen 104,0 Männer.

Das jährliche Durchschnittseinkommen eines Haushalts betrug 21.180 USD, das Durchschnittseinkommen einer Familie 53.147 USD. Männer hatten ein Durchschnittseinkommen von 38.216 USD gegenüber den Frauen mit 26.592 USD. Das Prokopfeinkommen betrug 15.170 USD. 37,4 % der Bevölkerung und 15,4 % der Familien lebten unterhalb der Armutsgrenze. Davon waren 16,4 % Kinder und Jugendliche unter 18 Jahren und 7,7 % waren 65 oder älter.

## Partnerstädte
- Kasan, Russland
- Zuazua, Mexiko

Städtefreundschaft
- Greifswald in Mecklenburg-Vorpommern / Deutschland: Seit 1994 finden Schüler- und Bürgerbegegnungen statt.

## Sport
Mit dem Kyle Field besitzt die Stadt eines der größten Stadien der Welt (auf Platz 6 mit 102.733 Zuschauerplätzen). Das Stadion ist einer der Austragungsorte im American Football. Auf dem Sportgelände der Texas A&M University wurden mehrere Weltrekorde aufgestellt. So etwa 1965 und 1967 im Kugelstoßen: Randy Matson erzielte 21,52 Meter beziehungsweise 21,78 Meter. 1998 schwamm Jenny Thompson in College Station einen Weltrekord über 100 m Schmetterling, 2004 erreichte Tara Kirk einen Weltrekord über 100 m Brustschwimmen.

## Söhne und Töchter der Stadt
- Red Cashion, (1931–2019), NFL-Schiedsrichter
- Evan Jones (* 1976), Schauspieler
- Tiffany Thornton (* 1986), Schauspielerin und Sängerin
- Brek Shea (* 1990), Fußballspieler
- Maggie Malone (* 1993), Speerwerferin
- Alex Caruso (* 1994), Basketballspieler
- Brianna Hildebrand (* 1996), Schauspielerin
- Rico Rodriguez (* 1998), Schauspieler